# Cocalzinho de Goiás
Cocalzinho de Goiás là một đô thị thuộc bang Goiás, Brasil. Đô thị này có diện tích 1787,994 km², dân số năm 2007 là 17778 người, mật độ 9,9 người/km².